# Municipio de Södertälje
Södertälje (en sueco: Södertälje kommun) es un municipio de la provincia de Estocolmo, Suecia, en la provincia histórica de Södermanland. Su sede se encuentra en la ciudad de Södertälje.
El municipio fue creado entre 1967 y 1971 a través de la fusión de la antigua ciudad de Södertälje con grandes áreas rurales y suburbanas que lo rodean. En 1999 se dividió cuando una nueva entidad, el municipio de Nykvarn, se separó.

## Localidades
Hay 12 áreas urbanas (tätort) en el municipio:
| #  | Tätort              | Población |
| -- | ------------------- | --------- |
| 1  | Södertälje          | 73 383    |
| 2  | Järna               | 6257      |
| 3  | Pershagen           | 2200      |
| 4  | Hölö                | 1520      |
| 5  | Mölnbo              | 1061      |
| 6  | Viksäter y Viksberg | 902       |
| 7  | Ekeby               | 983       |
| 8  | Östra Kallfors      | 560       |
| 9  | Kallfors            | 536       |
| 10 | Tuna                | 392       |
| 11 | Vattubrinken        | 381       |
| 12 | Nibble              | 240       |

## Economía
Dos grandes industrias dominan Södertälje. Scania AB es un fabricante líder mundial de camiones y autobuses y emplea a más de 9000 personas. AstraZeneca es un fabricante internacional de drogas (medicina) que emplea a más de 3000 personas. El propio municipio de Södertälje emplea a más de 5600 personas, incluidos profesores y personas que trabajan con personas mayores.
Södertälje tiene un canal, canal de Södertälje, que es muy importante para los barcos que desean llegar al gran lago Mälaren desde el mar Báltico.

## Ciudades hermanas
Södertälje esta hermanado o tiene tratado de cooperación con:
- Struer, Dinamarca
- Pärnu, Estonia
- Forssa, Finlandia
- Angers, Francia
- Sarpsborg, Noruega
- Wuxi, China[6]